# Waarde (plaats)
Waarde is een dorp in de gemeente Reimerswaal, in de Nederlandse provincie Zeeland. Het dorp heeft 1.455 inwoners (2023). Waarde was tot 1 januari 1970 een zelfstandige gemeente, die wel Waarde en Valkenisse genoemd werd, omdat het dorp Valkenisse er ook deel van uit maakte. Samen met de gemeenten Rilland-Bath, Krabbendijke, Kruiningen en Yerseke werd het onderdeel van de nieuwgevormde gemeente Reimerswaal.
Het dorp heeft een overwegend orthodox-protestants karakter. De SGP behaalde in 2012 bij de Tweede Kamerverkiezingen 52,9% van de stemmen. De meerderheid is lid van de plaatselijke Gereformeerde gemeente. Vanwege de groei van het ledenaantal is in 2010 een compleet nieuw kerkgebouw neergezet met circa 650 zitplaatsen. De gemeente telde anno 2023 zo'n 850 leden. Daarnaast is een groot deel lid van de plaatselijke PKN-gemeente. Uit een enquête die de PZC in 2013 hield onder de inwoners van het dorp bleek dat het niet-kerkelijke deel van het dorp zich zorgen maakte over de vermeende refoïsering.
Waarde ligt tegen de Westerschelde aan. Vanouds had het een agrarisch karakter. Nog steeds leven veel inwoners van de fruitteelt. Met name appels en peren worden veel verbouwd. Rondom Waarde liggen uitgestrekte landerijen. Opvallend veel inwoners zijn zelf ondernemer. Een bijzonder monument in het dorp is de standerdmolen De Hoed.
In het gebied komen veel mensen om te fietsen, wandelen of vissen. Waarde telt twee scholen voor primair onderwijs. De christelijke basisschool 'D'n Akker' (gesticht in 1930) en de openbare basisschool 'D'n Bogerd'. Beide scholen grenzen aan elkaar en maken samen gebruik van dezelfde speelfaciliteiten. Het dorp telt een voetbal- en tennisclub, maar is de laatste jaren ook een aantal faciliteiten kwijtgeraakt, waaronder de bank, het postkantoor en enkele winkels. De inwoners zijn hiervoor op het nabijgelegen Krabbendijke aangewezen. De buurtbus die naar Krabbendijke en Kruiningen rijdt, is gered omdat een groot aantal vrijwilligers zich hiervoor heeft ingezet.
Bij Waarde mondt de afvalwaterpersleiding (AWP) uit in de Westerschelde, met het water dat de rioolwaterzuiveringsinstallatie Bath produceert. De leiding begint in Moerdijk en bundelt het afvalwater van het Haven- en industriegebied Moerdijk met het afvalwater van 35 dorpen en steden. Het beheer van die leiding ligt bij het Waterschap Brabantse Delta.

## Afbeeldingen

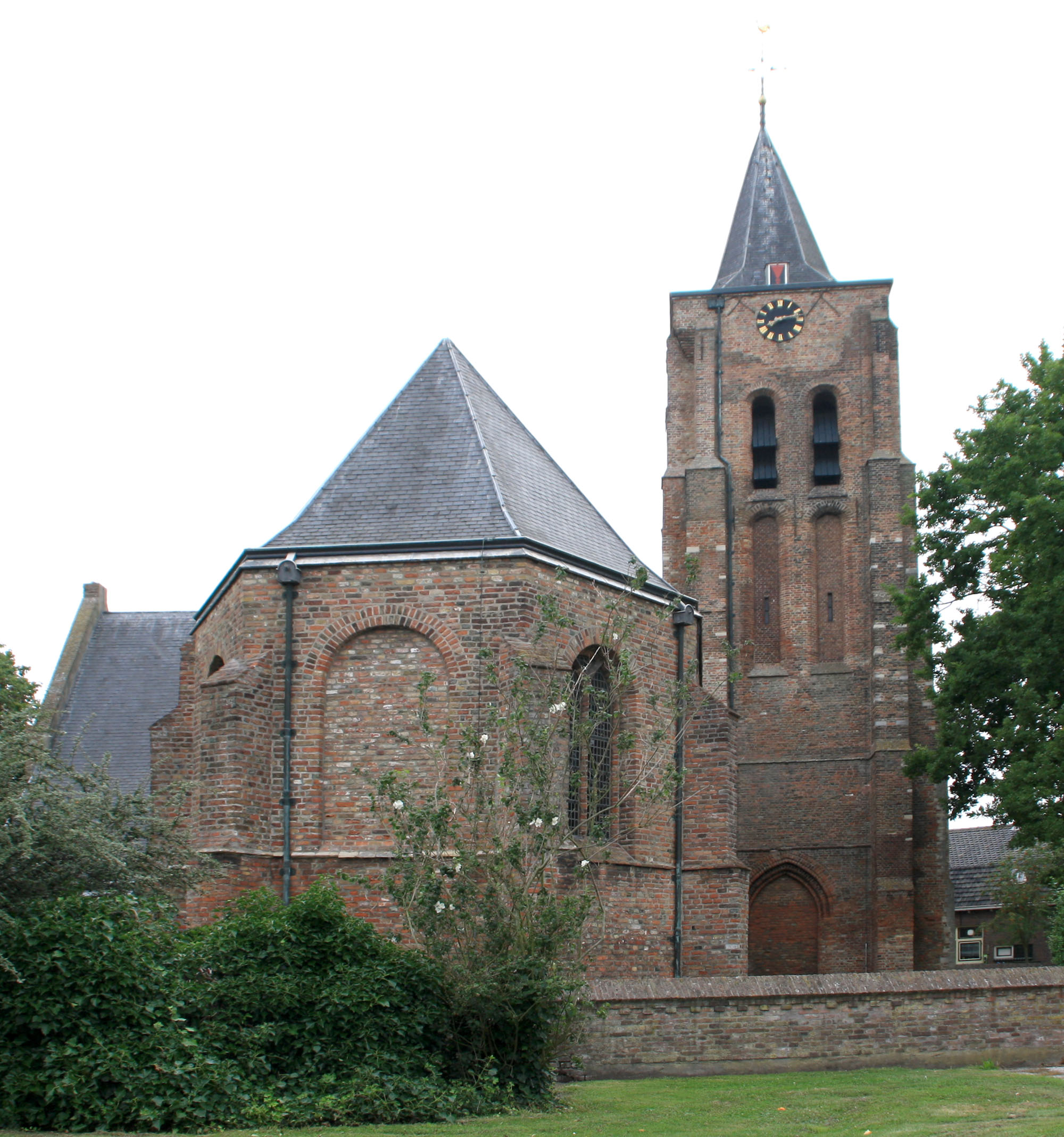
Nederlands Hervormde Kerk, laat-14e-eeuws.
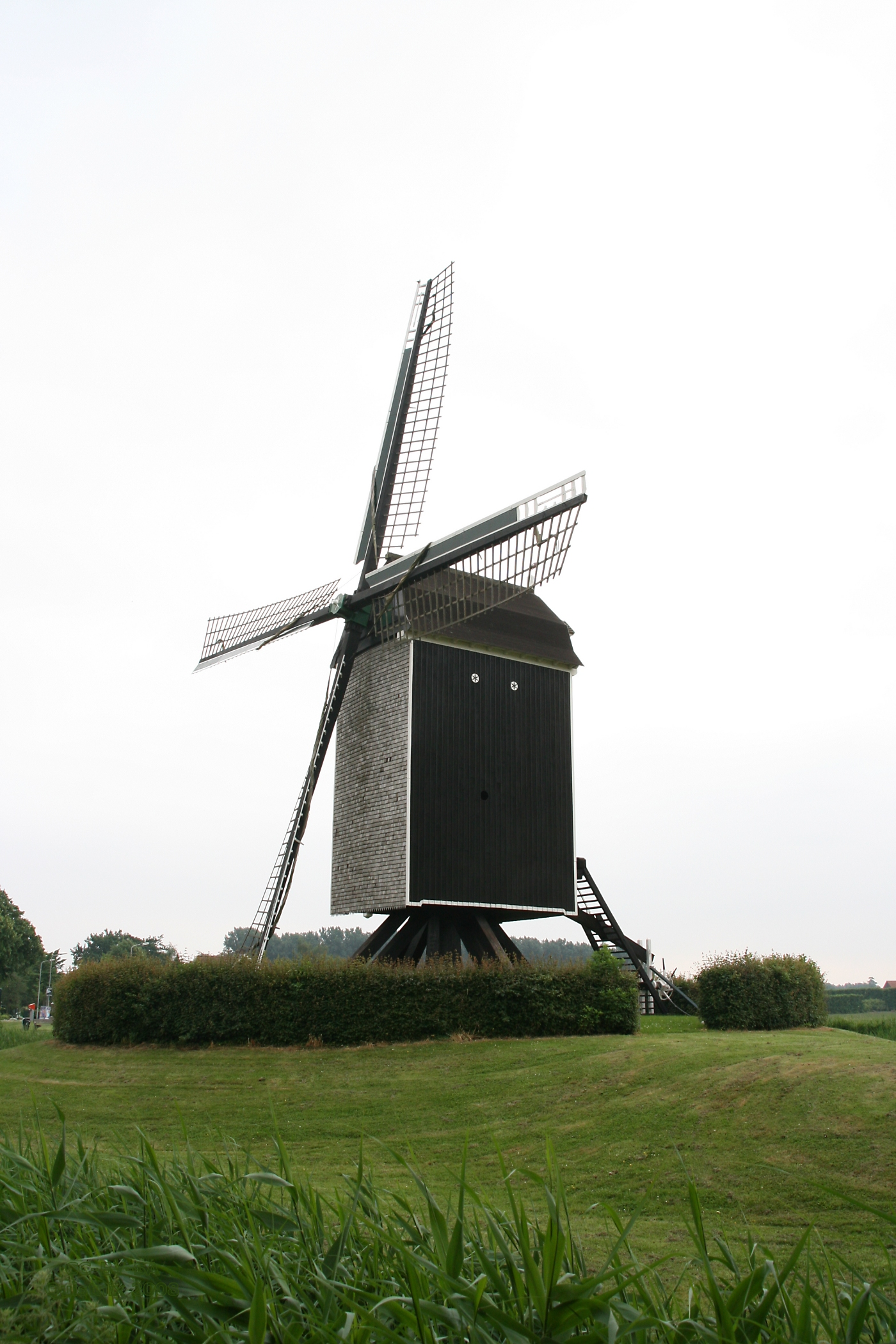
Standerdmolen De Hoed 1858/1991
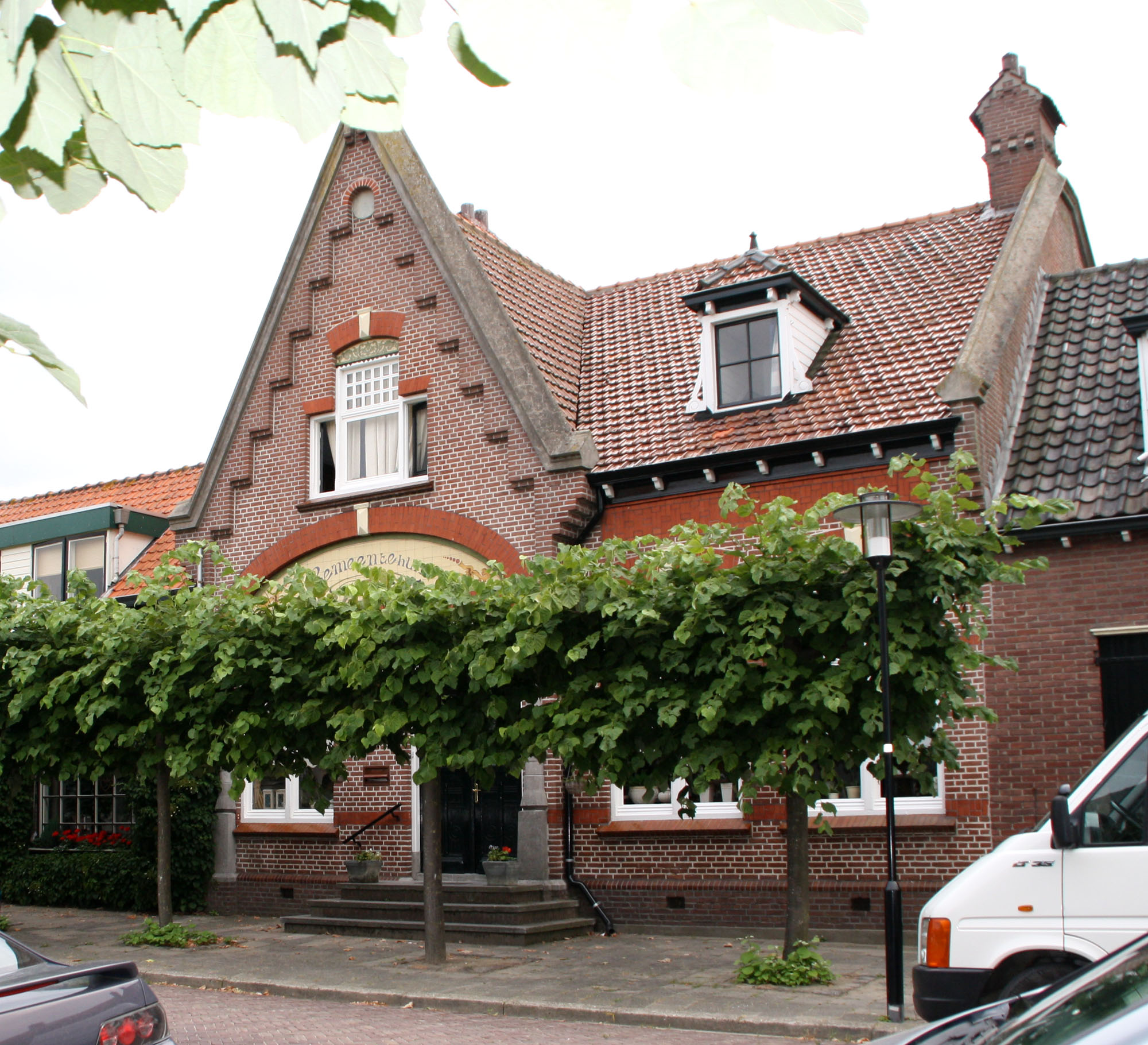
Voormalig gemeentehuis 1909